# Île Seguin
Pour les articles homonymes, voir Seguin.
Ne doit pas être confondu avec Île à Seguin.
L'île Seguin est une île sur la Seine, dans l'ouest de la région parisienne, dans le département des Hauts-de-Seine. D'une surface de 11,5 hectares, elle est située face à Meudon, juste en aval de l'île Saint-Germain, entre Boulogne-Billancourt, dont elle dépend administrativement, sur sa rive droite, et Sèvres sur sa rive gauche.
Elle abrite de 1929 à 1992 une usine de construction automobile Renault qui couvrait la quasi-totalité de l'île. Les bâtiments industriels sont rasés en 2004-2005 et le site est réaménagé.
Le projet dévoilé en janvier 2017 vise à construire un pôle artistique et culturel ainsi que 12 000 m2 de jardin public. Le projet de l'île Seguin s'organise autour de deux pointes consacrées à l'art contemporain et à la musique alors que le centre de l'île abritera un campus sportif et un pôle multimédia. Le début des travaux a lieu en 2014. Le complexe baptisé « La Seine musicale » est livré en avril 2017.

## Histoire

### Avant Renault
Avant le XVIIe siècle, l'île est la propriété de l'abbaye de Saint-Victor et ses terres sont louées à des fermiers qui y pratiquent des cultures.
L'île se trouve subitement valorisée avec la création du château de Versailles. En effet, elle se situe sur la nouvelle route qui relie Versailles à Paris et devient alors un lieu fréquenté par l'aristocratie. En 1747, le roi Louis XV fait l'acquisition de l'île – alors dénommée « île de Sèvres » – pour ses filles. Devenue l'« île Madame », elle est ensuite revendue avant la Révolution française à une blanchisserie, la société Riffé, appelée « Buanderie de Sèvres ».
En 1790, avec la nationalisation de la blanchisserie, l'île revient dans le giron de l'État. Brève propriété d'un banquier en 1793, Jean-Baptiste Vandenyver, qui meurt guillotiné quelques mois plus tard, elle est disputée par les municipalités de Sèvres, Issy et Auteuil lors des nouvelles délimitations de Paris. Elle est finalement rattachée à la commune d'Auteuil. Elle est acquise en 1794 par un chimiste, Armand Seguin — qui lui laissera son nom — pour y appliquer une nouvelle méthode pour tanner le cuir. Elle comporte alors essentiellement des tanneries et des blanchisseries. En 1859, la commune d'Auteuil est supprimée. La partie située à l'intérieur de l'enceinte de Thiers est rattachée à Paris (quartier d'Auteuil), tandis que la partie située à l'extérieur, dont le lotissement de Billancourt et l'île Seguin, est rattachée à la commune de Boulogne (Boulogne-Billancourt depuis 1925).
Durant la Belle Époque, tout en conservant sa fonction industrielle, l'île Seguin redevient également un lieu prisé pour les loisirs : canotage, tir aux pigeons, pêche à la ligne.

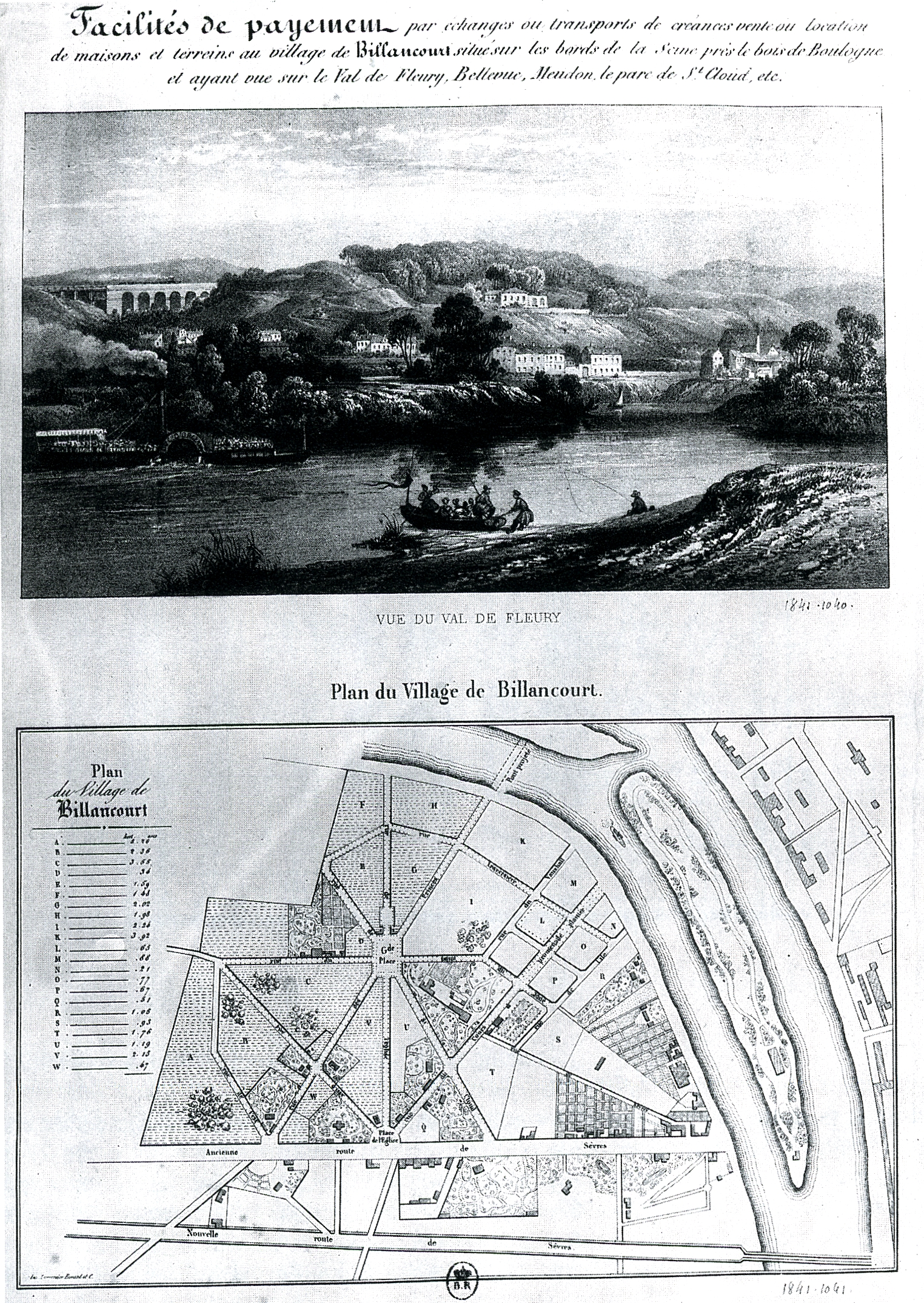
Plan du village de Billancourt (vers 1834).
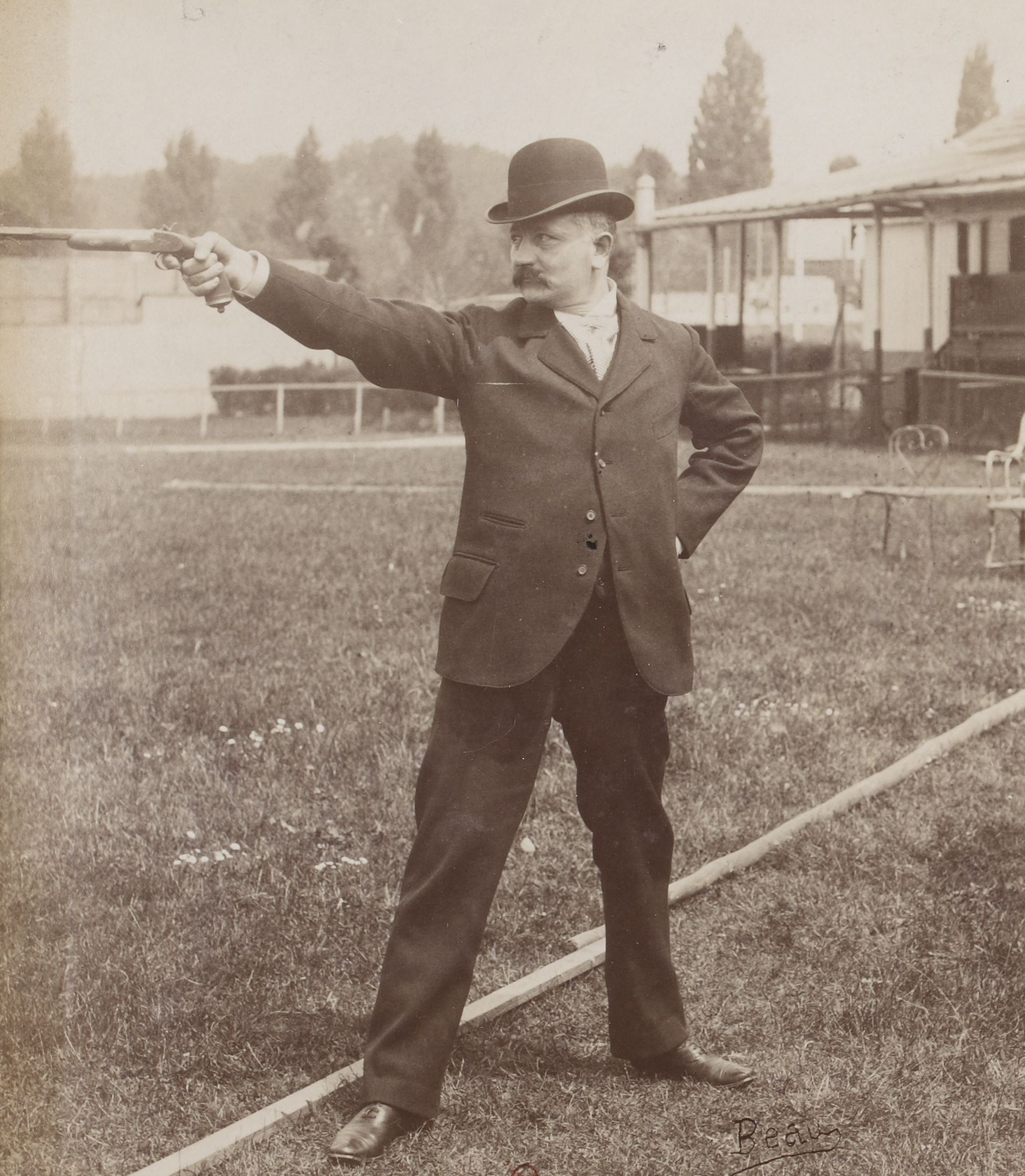
Léon Lécuyer au Tir aux pigeons en 1898.

### La période de l'usine Renault
En 1919, Louis Renault patron de la « Société des Automobiles Renault », dont les usines occupaient jusqu’ici des terrains sur la rive droite de la Seine, à Boulogne-Billancourt (« le Trapèze »), ainsi que sur la rive gauche, à Meudon (Bas-Meudon), acquiert l'île Seguin.
L'industriel y construit sa première usine entre 1929 et 1934. L'histoire de l'île va désormais coïncider avec celle de l'usine Renault. Complètement autonome, celle-ci possédait sa propre centrale électrique et plusieurs sites d'essais, dont une piste souterraine, ainsi qu'un pont d'embarquement pour transporter les véhicules par voie fluviale. C'est alors la plus grande usine de France, avec plus de 30 000 employés.

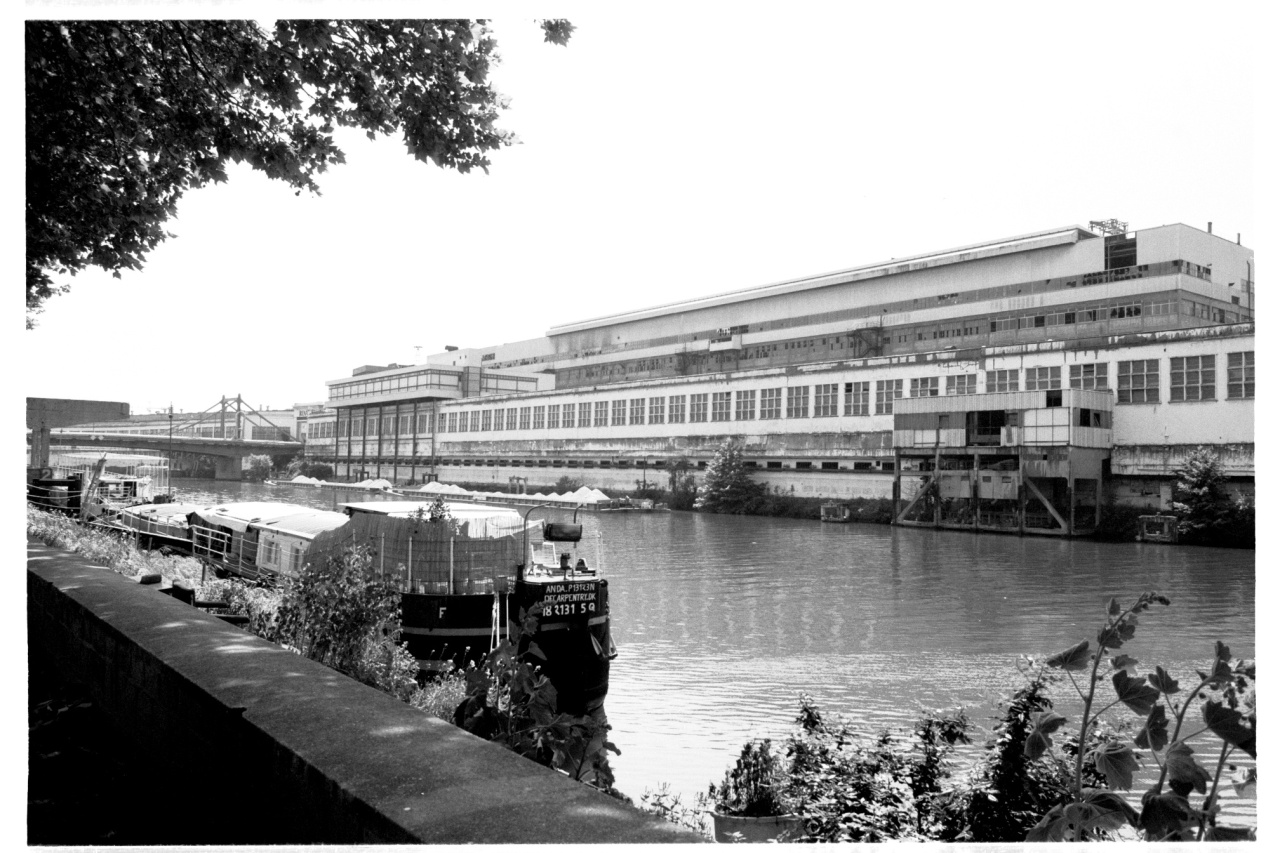
Île Seguin – ancienne grande usine Renault – acquise par Louis Renault en 1919.
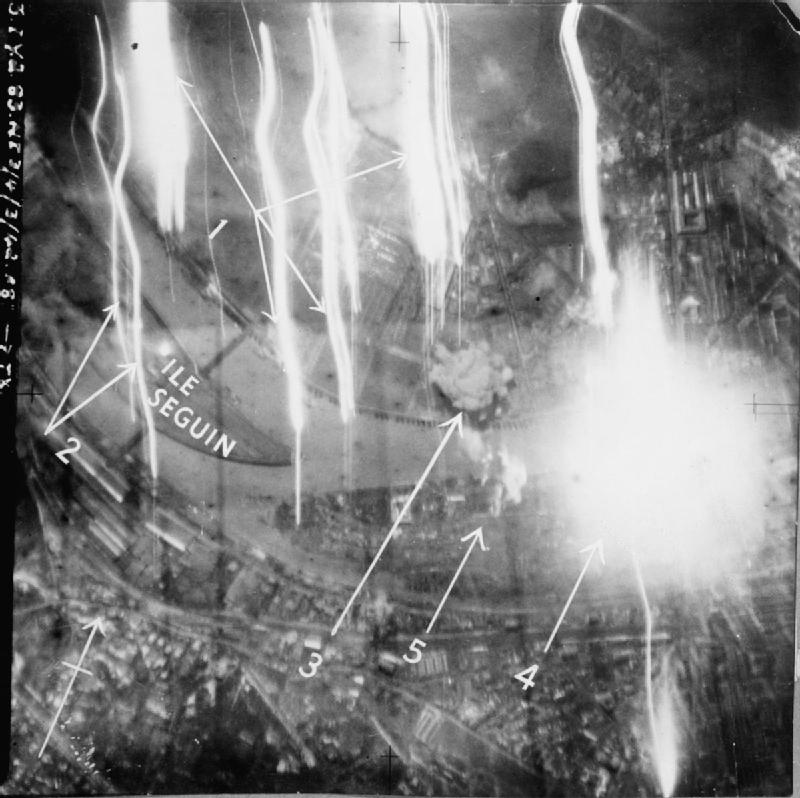
Bombardement des usines de Boulogne-Billancourt, durant la Seconde Guerre mondiale.

Durant la Seconde Guerre mondiale, l’usine, qui produit alors des camions pour l’occupant allemand, subit plusieurs bombardements alliés notamment le 3 mars 1942 et en 1943, faisant des dizaines de victimes dans les villes avoisinantes.
Louis Renault accusé de collaboration avec l’ennemi meurt en prison en 1944, peu avant son procès. L'entreprise est alors nationalisée le 15 janvier 1945 sous le nom de « Régie nationale des usines Renault ».
Dans les années 1950, l'usine symbolise la croissance et la modernité de l'industrie française, notamment au moment où la Régie Renault lance la fabrication en grande série de la populaire 4CV. L'usine devient en même temps un bastion du syndicalisme, notamment pendant les événements de Mai 1968.
Alors qu'elle possède désormais de nombreux sites de production, en France comme à l'étranger, la régie annonce la fermeture de l'usine en 1989, celle-ci ne correspondant plus aux exigences des nouveaux processus de production. La dernière voiture, une Supercinq, sort des chaînes le 31 mars 1992. Le nettoyage des bâtiments a commencé presque immédiatement après, mais ce qui posa le plus de problème fut l'énorme chantier de désamiantage et de dépollution du sol. La démolition des bâtiments de l'usine Renault se trouvant sur l'île a démarré le 29 mars 2004 et s'est achevée le 8 mars 2005.
L'usine a inspiré celle du dessin animé Code Lyoko.
En 2011, la directrice de cirque Madona Bouglione installe trois chapiteaux blancs sur l'île Seguin et invite le Cirque du Soleil avec le spectacle Corteo, Kooza et le Cirque Plume avec le spectacle « L'atelier du peintre ». Sous ses chapiteaux, elle présente un spectacle pour la fondation Pernod Ricard lors de la soirée annuelle du monde de l'art contemporain « Le Bal jaune » au moment de la FIAC. La chanteuse Björk s'y produit en concert devant le public parisien. Une émission de télévision, The Best, y est tournée.

## Ponts

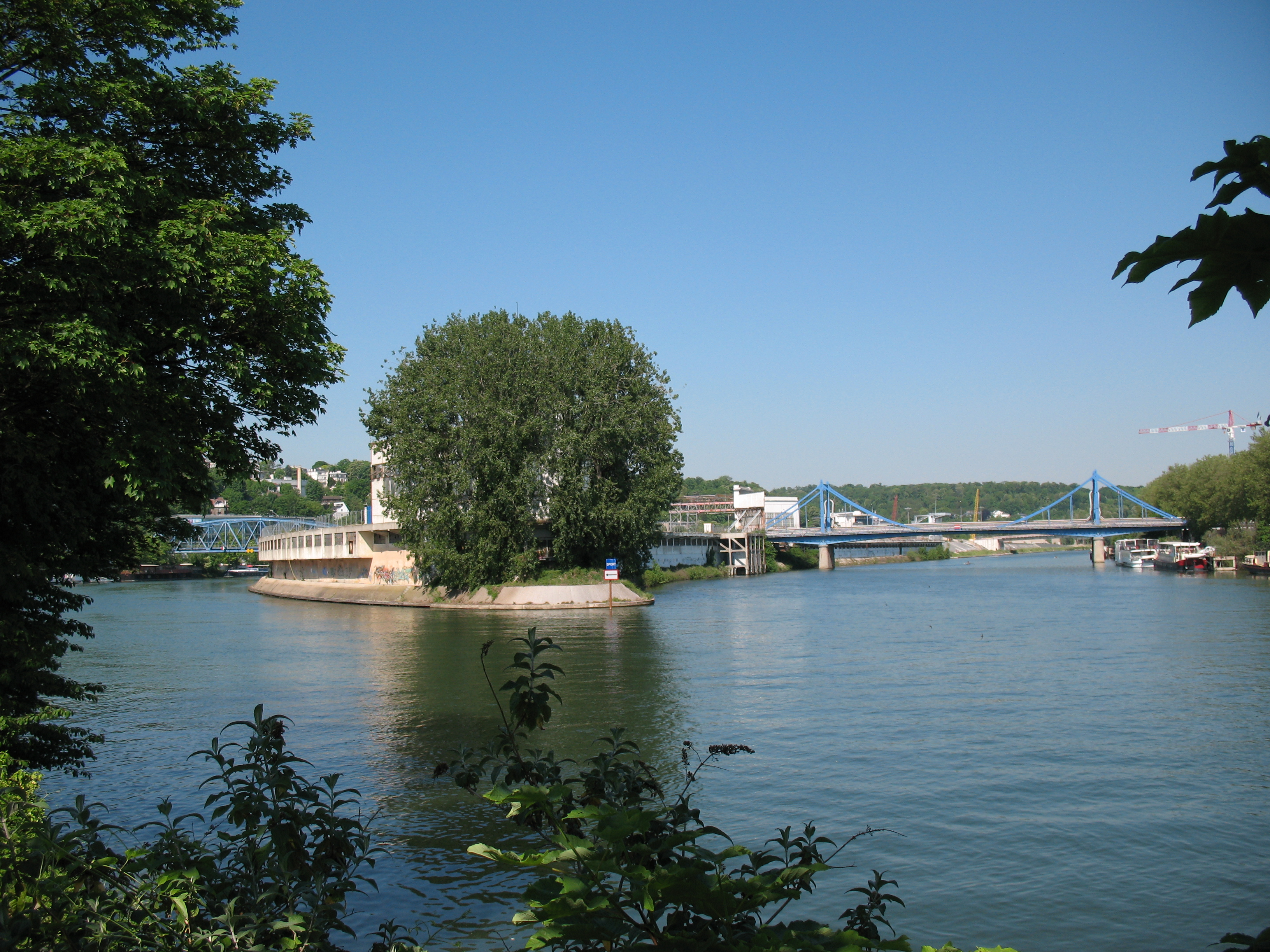
Le pont Daydé et le pont Seibert de part et d'autre de l'île.

Du temps de l'usine, l'île était accessible par deux passerelles métalliques (un pont suspendu fabriqué par Daydé en 1928 la reliait avec la rive droite et un pont en poutre-treillis fabriqué par Seibert  en 1931 avec la rive gauche). Ces deux ponts comportaient une voie ferrée, reliée au réseau SNCF en rive gauche.
Un nouveau pont, le pont Renault, conçu par l'architecte Marc Barani est inauguré en 2009.

## Projets pour l'île
Depuis la fin des années 1990, plusieurs idées d'aménagement furent évoquées et des projets architecturaux ont été proposés.
L'île Seguin a été achetée 43 millions d'euros à la régie Renault par la société anonyme d'économie mixte (SAEM) Val de Seine Aménagement dans laquelle la ville de Boulogne est largement majoritaire (64 %) à côté du département des Hauts-de-Seine (10 %) et de la Caisse des dépôts et consignations (15 %).

### L'ancien projet de François Pinault
L'île a fait l'objet d'un concours d'urbanisme et sur une partie de l'île, un musée d'art contemporain devait être réalisé par le milliardaire François Pinault avec un bâtiment de l'architecte Tadao Andō, proposé dès 1999. François Pinault a officiellement renoncé à son projet le 10 mai 2005 dans une déclaration faite au journal Le Monde, et justifiant son choix par la longueur des délais administratifs et des tensions locales pour la réalisation de celui-ci. Pinault a donc décidé de réaliser son musée au Palazzo Grassi de Venise, dont le projet s'est rapidement mis en place, avec l'aide de la municipalité vénitienne, et l'extension possible dans le bâtiment de la douane de Venise.

### Projet Façade-enveloppe
Après de nombreux projets avortés, un nouveau plan est mis en place[Quand ?] par la société G3 A, filiale de la Caisse des dépôts et consignations dirigée par Jean-Louis Subileau. Le projet consiste à entourer l'île d'une « façade-enveloppe » qui aurait pour but de « rappeler la mémoire ouvrière » du site en échos à la façade construite par l'architecte Laprade. Ce packaging urbain vise à habiller les 175 000 m2 prévus sur l'île. L'objectif est d'associer, autour d'un jardin de 4 hectares, une cité des arts, un pôle d'innovation scientifique consacré à la santé et une cité internationale dotée d'une résidence de chercheurs et d'artistes et d'un centre de rencontres.
En octobre 2004, c'est le projet de l'équipe Arm Poitevin-Reynaud, Stéphane Maupin et Jérôme Sans qui a été choisi pour la « façade-enveloppe ». L'installation de l'Institut national du cancer, d'un hôtel quatre étoiles par Cogédim-Intercontinental, et de logements pour des chercheurs devait s'achever avant 2009. L'université américaine de Paris souhaitait aussi s'y installer.

### Projet culturel
Le départ inattendu du projet de la fondation Pinault pour Venise est l'occasion de voir émerger de nouvelles propositions. Parmi elles, la Cité des Savoirs du XXIe siècle pour l'Île Seguin, projet culturel et éducatif en plusieurs espaces de production, d'exposition et d'animation au cœur d'un "jardin aux cultures", émerge par l'implication de la société civile boulonnaise réunie par Sylvain Canet avec le soutien de personnalités telles Axel Kahn, Albert Jacquard, Philippe Meirieu, Régis Debray ou Jacques Séguéla.
Ce projet est plus ou moins repris par l'ensemble de la classe politique. Il irrigue les programmes des candidats aux municipales 2008 et débouche même sur l'engagement et la candidature du président de l'association, Sylvain Canet, qui mène une liste et poursuit encore actuellement[Quand ?] ce combat culturel pour l'île.
Très critique sur l'orientation prise par la municipalité précédente, autant en termes de densification excessive qu'en termes de programmation (pas de chercheurs mais uniquement des administrations), le député-maire de la ville, Pierre-Christophe Baguet, propose à l'occasion des élections municipales de 2008 un nouveau projet intitulé l'« île des Deux Cultures », et soutenu par le président du département Hauts-de-Seine, Patrick Devedjian et son prédécesseur Nicolas Sarkozy. Ce nouveau projet abandonne l'idée de départ de mêler institutions culturelles (création d'une scène de musiques actuelles de 4 000 m2) et scientifiques (installation du siège du CNRS, de l'INSERM et de l'Institut national du cancer). Le projet du campus de l'université américaine de Paris sur 20 000 m2 est également en question, notamment en raison du désengagement d'un des partenaires, l'université de New York.
Le nouveau projet soutenu par Pierre-Christophe Baguet propose en revanche une île Seguin « ouverte aux Boulonnais » et se développant autour d'un jardin de sculptures de 4 000 m2 et 110 000 m2 d'activités et de service. L'arrivée de sociétés de l'industrie culturelle et de restaurants est souhaitée, notamment pour générer des revenus de la taxe professionnelle, à l'inverse des institutions précédemment envisagées. Le 22 avril 2008, Jean-Louis Subileau, directeur de la SAEM qui promouvait le précédent projet, est démis de ses fonctions par le maire Pierre-Christophe Baguet, président de la SAEM. De nombreuses réactions paraîtront alors dans la presse pour défendre ce projet alternatif ou attaquer l'actuel, l'île Seguin ayant été un enjeu majeur lors des élections municipales de 2008 et potentiellement de 2014.
Patrick Devedjian, président du conseil général des Hauts-de-Seine annonce le 16 janvier 2009 le lancement des études concernant les trois premiers projets de la future « Vallée de la Culture ». Le 9 juillet 2009, Jean Nouvel est désigné pour réaménager l'île Seguin en « île de tous les arts ».
Le 7 juillet 2010, le projet de Jean Nouvel est officiellement inauguré en présence de Pierre-Christophe Baguet. Les travaux auraient dû commencer en 2012 pour une livraison prévue en 2017. Ce projet porte à 335 000 m2 l'espace construit, ce qui ne manque pas de faire débat. Le projet prévoit entre autres la construction de cinq tours de bureaux dont la plus haute devrait culminer à 120 m de haut. Il provoque l'opposition de certaines associations de défense de l'environnement et des associations de riverains qui s'opposent au projet d'aménagement. Le projet entraîne la démission de deux adjoints de la majorité municipale, celle du premier adjoint, ainsi que de l'adjoint à la culture, au nom du respect des engagements pris vis-à-vis des électeurs.
Un recours est déposé par six associations contre la délibération relative à la révision simplifiée du plan local d'urbanisme (PLU) adoptée par le conseil municipal de Boulogne-Billancourt du 16 juin 2011.
En octobre 2012, le maire annonce que le choix serait laissé aux administrés entre plusieurs variantes du projet du même architecte (Jean Nouvel), réduisant la surface à 250 000 m2. Jean Nouvel dévoile le 21 novembre son projet sous la forme de trois variantes quant au nombre de tours (4, 1 ou aucune) et à la surface consacrée aux commerces et aux espaces verts. Un référendum sans valeur légale organisé le 16 décembre 2012 détermine que la variante numéro deux du projet est retenue. Les opposants au projet dénoncent l'absence de choix laissé aux habitants qui ne pouvaient se prononcer qu'entre 3 variantes du projet Nouvel. En outre les modalités du vote elle-même où 96,2 % des votes ont été effectués par internet ou courrier provoquent une polémique quant à sa représentativité. Le référendum contesté n'ayant pas de valeur légale, et les associations ayant maintenu leurs recours contentieux devant le tribunal administratif de Cergy-Pontoise, rien n'est encore joué pour l'avenir de l'Ile Seguin. Les opposants réclament toujours le retour au plan local d'urbanisme qui a été annulé par le maire de Boulogne-Billancourt, soit une constructibilité de 175 000 m2 maximum, et l'absence de tours.

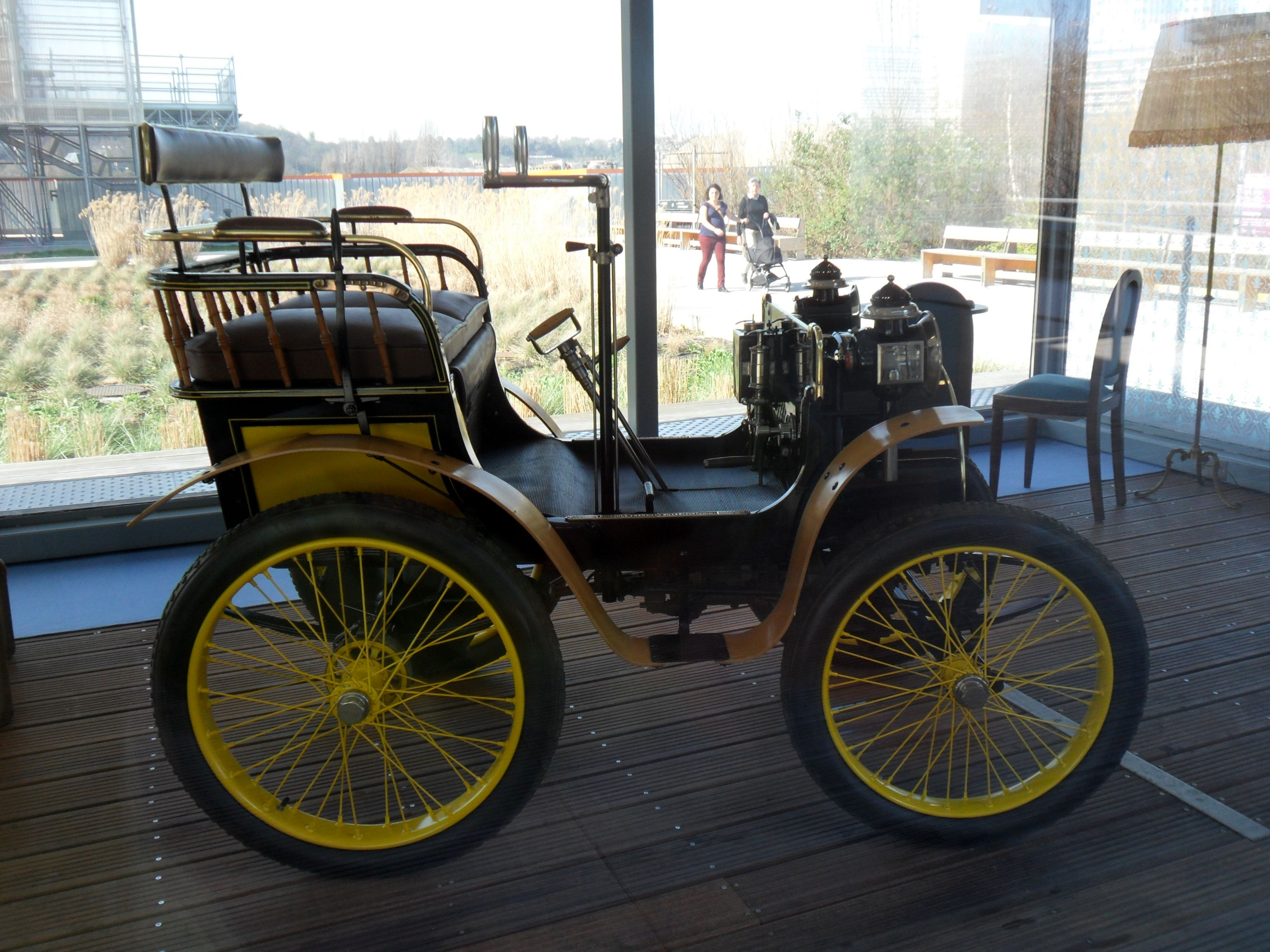
Renault Type A dans le pavillon de l'île Seguin en mars 2014.
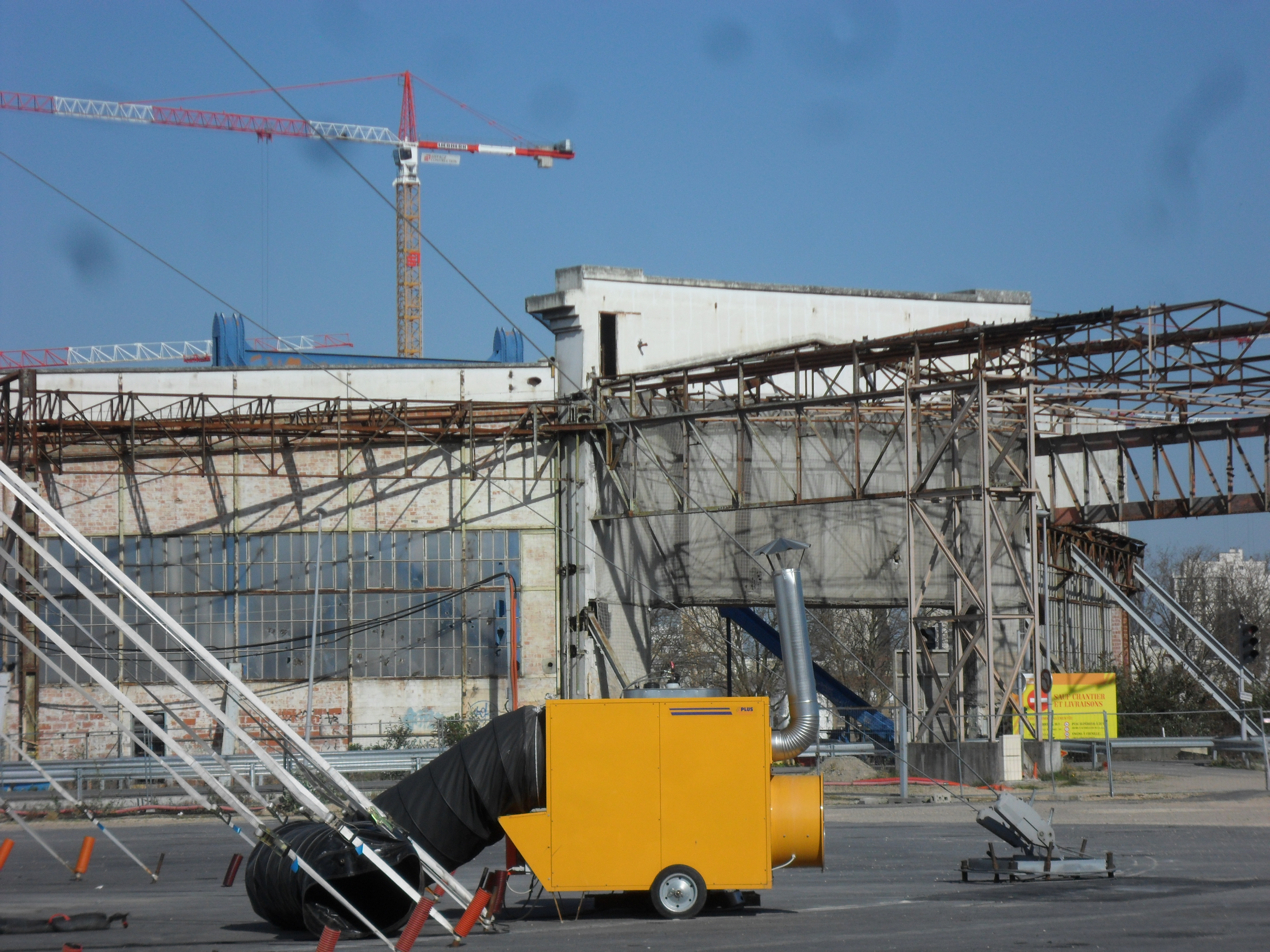
Portail de l'ancienne usine Renault donnant sur le pont Daydé.

Le 5 juillet 2014, Patrick Devedjian pose la première pierre de la Cité musicale de l'île Seguin des architectes Shigeru Ban et Jean de Gastines sur la pointe aval. La Seine musicale est livrée en avril 2017.
Sur la pointe amont, un « grand pôle culturel et artistique », conçu par RCR Arquitectes, Calq et Baumschlager Eberle, est annoncé pour 2021, comprenant un centre d'art, un multiplex de 8 salles et un hôtel centré sur l'art contemporain. Il succède au projet « R4 » de cité de l'art contemporain d'Yves Bouvier, dessiné par Jean Nouvel, remis en cause par des recours d'associations et les difficultés judiciaires de son promoteur et revendu à l'automne 2016 au groupe immobilier Emerige-AOG.
En juillet 2015, la municipalité revoit la constructibilité à la baisse (de 255 000 à 240 000 m2), abaissant notamment le projet de tour à 50 mètres au-dessus de l'île, dans le but de faire cesser les recours contre le PLU ralentissant l'ensemble du projet. La limite de 50 mètres pour le dernier plancher étant calculée à partir du bas de l'édifice, situé sur un socle de 36 mètres, et non par rapport à la berge, le projet est toujours contesté. En septembre 2015, un accord de compromis est signé avec une association, prévoyant de limiter toute construction à une hauteur maximum de 50 mètres, en échange d'un arrêt des procédures judiciaires.
En 2022 commencent les travaux d'un pôle culturel de 53 000 m3, dévoilé en 2017, qui regroupe un centre d'art contemporain, un cinéma, des bureaux et des commerces. Ils doivent prendre fin en 2025.

### Partie centrale de l'île
Début 2017, une promesse de vente est signée entre Val de Seine Aménagement et Boulogne Studios, filiale de Vivendi, qui prévoit d'aménager un campus de 150 000 m2, destiné notamment au médias et du numérique, autour d'un jardin et d'un équipement sportif, sur la partie centrale de l'île Seguin. Le site accueillerait des filiales du groupe Vivendi et suppose une nouvelle modification du PLU.
Ce projet est par la suite abandonné, ainsi qu'en 2020 celui du consortium DBS ; un nouveau projet, mené par Bouygues Immobilier et le cabinet d'architectes danois BIG et qui prévoit deux rangées d'immeubles plus bas, voit le jour par la suite. Une consultation en ligne sur celui-ci a lieu en janvier-février 2022, procédure simplifiée permise par le Code de l'environnement quand une évaluation environnementale a déjà eu lieu ; elle aboutit a une majorité défavorable, mais le projet, baptisé « Vivaldi », et destiné notamment a accueillir le campus Bouygues Telecom, n'est toutefois pas remis en cause, le maire Pierre-Christophe Baguet mettant en avant la faible participation. Début avril 2023, Bouygues annonce un accord avec six associations contestant son projet devant la justice, prévoyant une réduction de la hauteur des bâtiments et davantage de végétalisation ; les travaux doivent commencer début 2024.

### Déclaration de l'île Seguin
Après une concertation de 20 ans de projets et contre-projets, un ensemble massif d’immobilier tertiaire de 130 000 m2 obtient en novembre 2020 ses permis de construire, provoquant des critiques d'associations, dépassant la commune de Boulogne-Billancourt. Le 17 octobre 2020 est ainsi publiée « La Déclaration de l'île Seguin », signée par 26 associations et fédérations locales, régionales et nationales.
Ce choix d’aménagement, qui sous cette forme et avec ce programme, fait notamment peser sur l'île l’équilibre financier d'une ZAC de 74 hectares quasiment achevée.
Le mouvement d'opposition soutenue par l'animateur de télévision et de radio Stéphane Bern est considéré[Par qui ?] comme tournant le dos à l'histoire, aux enjeux écologiques et de préservation du paysage.

#### Ouvrages
- Gilbert Hatry, Pierre Mercier, L'Île Seguin, Éditions Jcm, 1991. 110 pages, Ouvrage extrêmement documenté
- Renault sur Seine : hommes et lieux de mémoires de l'industrie automobile Costa-Lascoux, Jacqueline Éditions La Découverte 2007. [lire en ligne]
- Île Seguin - , Jean-Louis Loubet, Etai Distribution, 2004.
- Alain Michel et Laure Pitti, « Renault à Billancourt : des usines au(x) patrimoine(s), histoire d’une conquête et d’un effacement », dans Jean-Claude Daumas (dir.), La mémoire de l’industrie : De l’usine au patrimoine, Besançon, Presses universitaires de Franche-Comté, 2006 (ISBN 978-2-84867-140-6, DOI 10.4000/books.pufc.28244 , lire en ligne), p. 377–399.

#### Presse
- Thiébault Dromard, « La vérité sur… l'éternelle friche de l'île Seguin », Challenges, no 296,‎ 12 avril 2012, p. 54-55 (ISSN 0751-4417)